# یونایتد لعنتی
یونایتد لعنت شده (انگلیسی: The Damned United) فیلمی در ژانر کمدی-درام و درام به کارگردانی تام هوپر است که در سال ۲۰۰۹ منتشر شد.

## بازیگران
- مایکل شین
- تیموتی اسپال
- کالم مینی
- جیم برودبنت
- استیون گراهام
- هنری گودمن
- پل باون